# لينفوكس
لينفوكس: (بالإنجليزية: Linfox)‏ هي شركة أسترالية للنقل والخدمات اللوجستية وسلسلة التوريد تأسست عام 1956 من قبل Lindsay Fox.